# Château de Quéhillac
Le château de Quéhillac est situé sur la commune de Bouvron, dans le département de la Loire-Atlantique, en région Pays de la Loire, en France.

## Description
Ensemble architectural remarquable des XVIe siècle et XVIIe siècle, composé du château, de la chapelle Saint-Matthieu, du logis du chapelain, des écuries, de la fuie, des ponts et des douves.
L'ensemble est inscrit sur la liste des Monuments Historiques depuis le 22 novembre 2002.

## Historique
Jean Fourché (v1556-v1612), grand archidiacre de l'église de Nantes, maître à la Chambre des comptes (1590), maire de Nantes (1597 - 1er mai 1598) en faisant l'acquisition de la terre de Quéhillac en 1595, en devient le seigneur.
En 1640, Nicolas Fouquet, surintendant des finances de Louis XIV, épouse en premières noces Louise Fourché de Quéhillac, petite-fille de Jean Fourché (ci-dessus) qui lui apporte 160 000 livres de dot et la terre de Quéhillac.
Cette terre reviendra à la famille Fourché par le rachat qu'en fera le cousin par alliance de Nicolas Fouquet, Jean Fourché, conseiller du roi en ses conseils, et procureur général syndic des États de Bretagne (v1617-1675). Jean Fourché est mort sans postérité, mais Quéhillac est encore actuellement la propriété des descendants de ses héritiers, les comtes le Gentil de Rosmorduc - maison bretonne d'extraction chevaleresque - originaires de Logonna-Daoulas (Finistère).

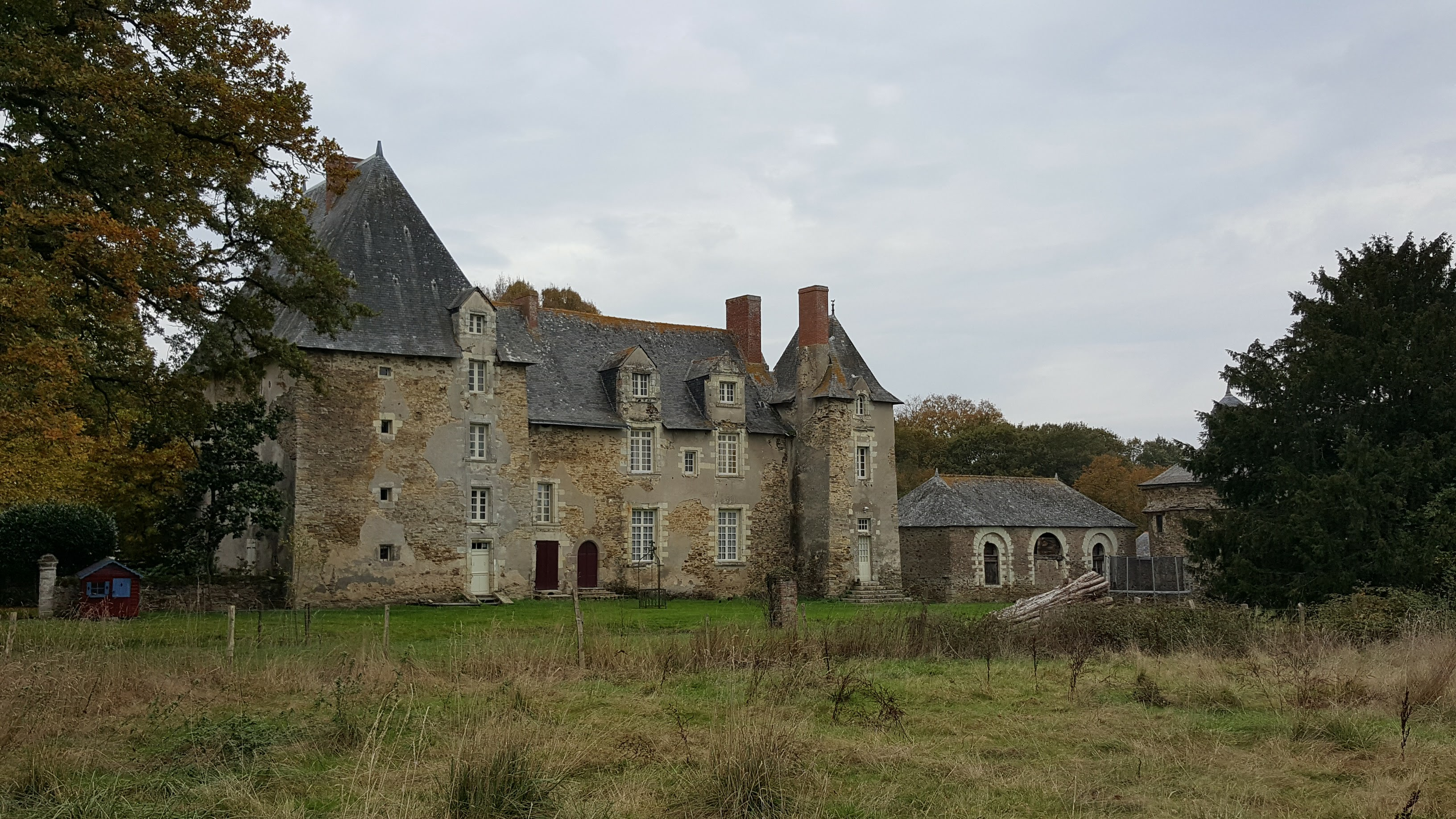
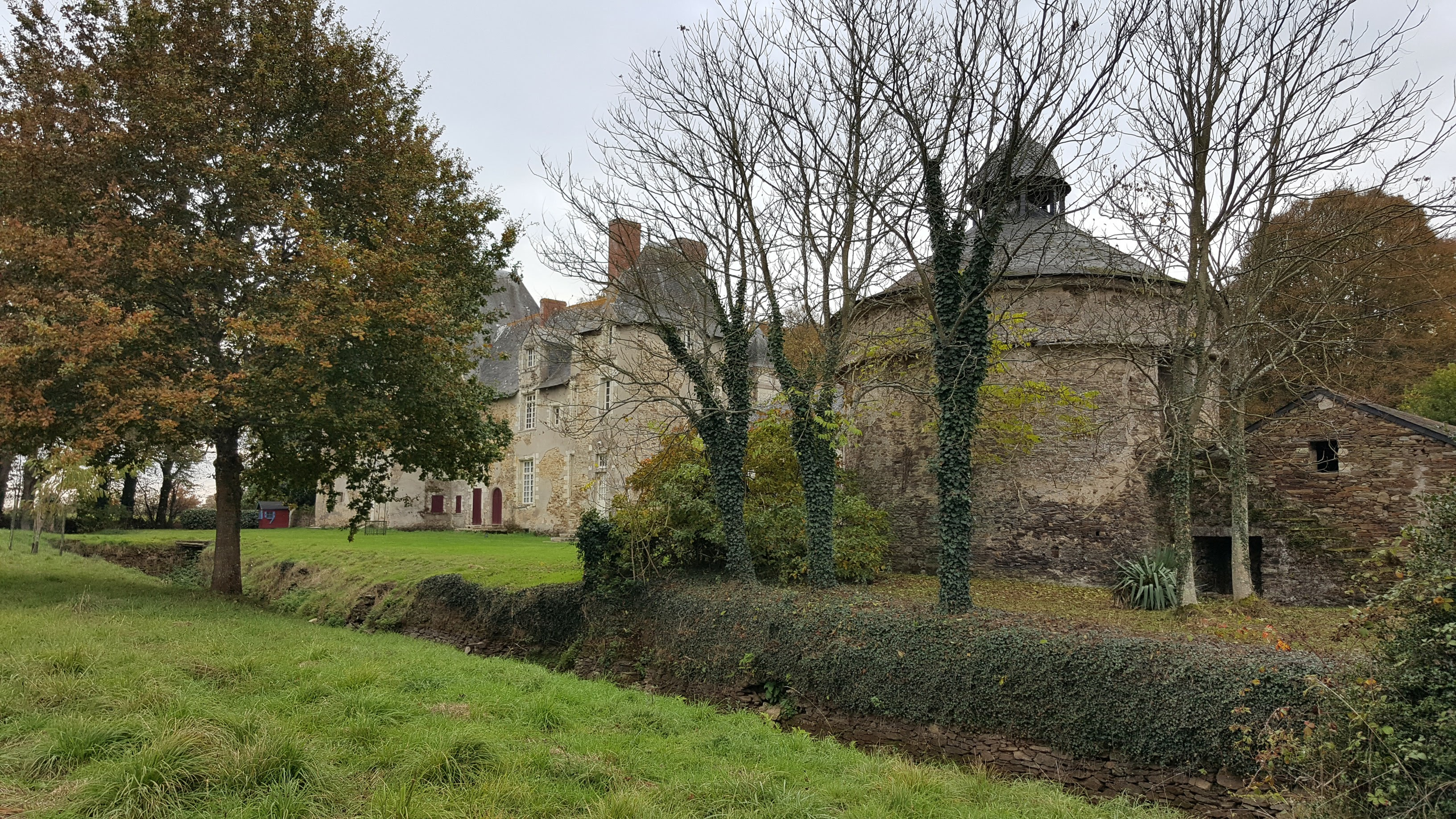
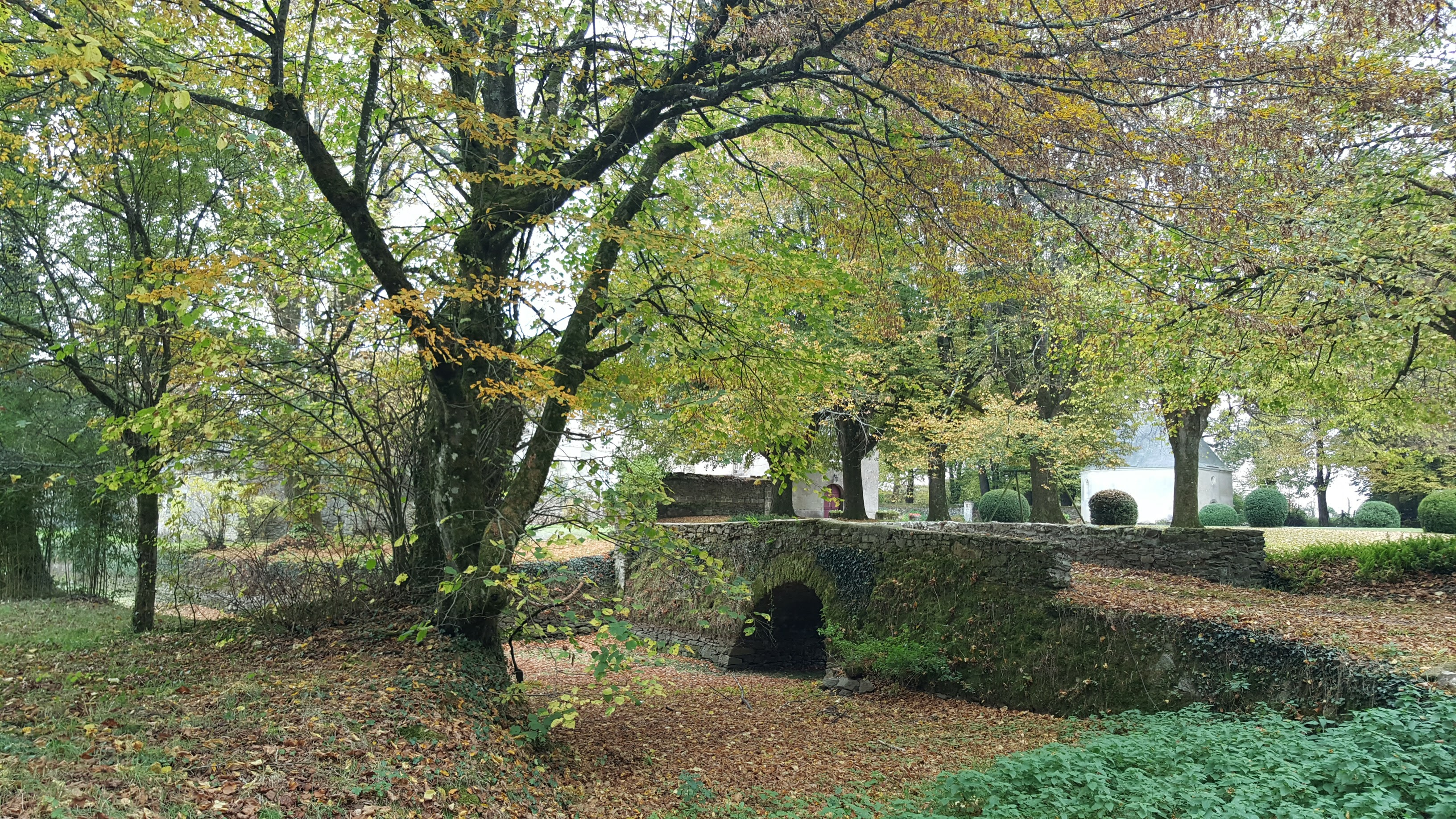